# Liste des chansons écrites et composées par B.I
Pour un article plus général, voir B.I.

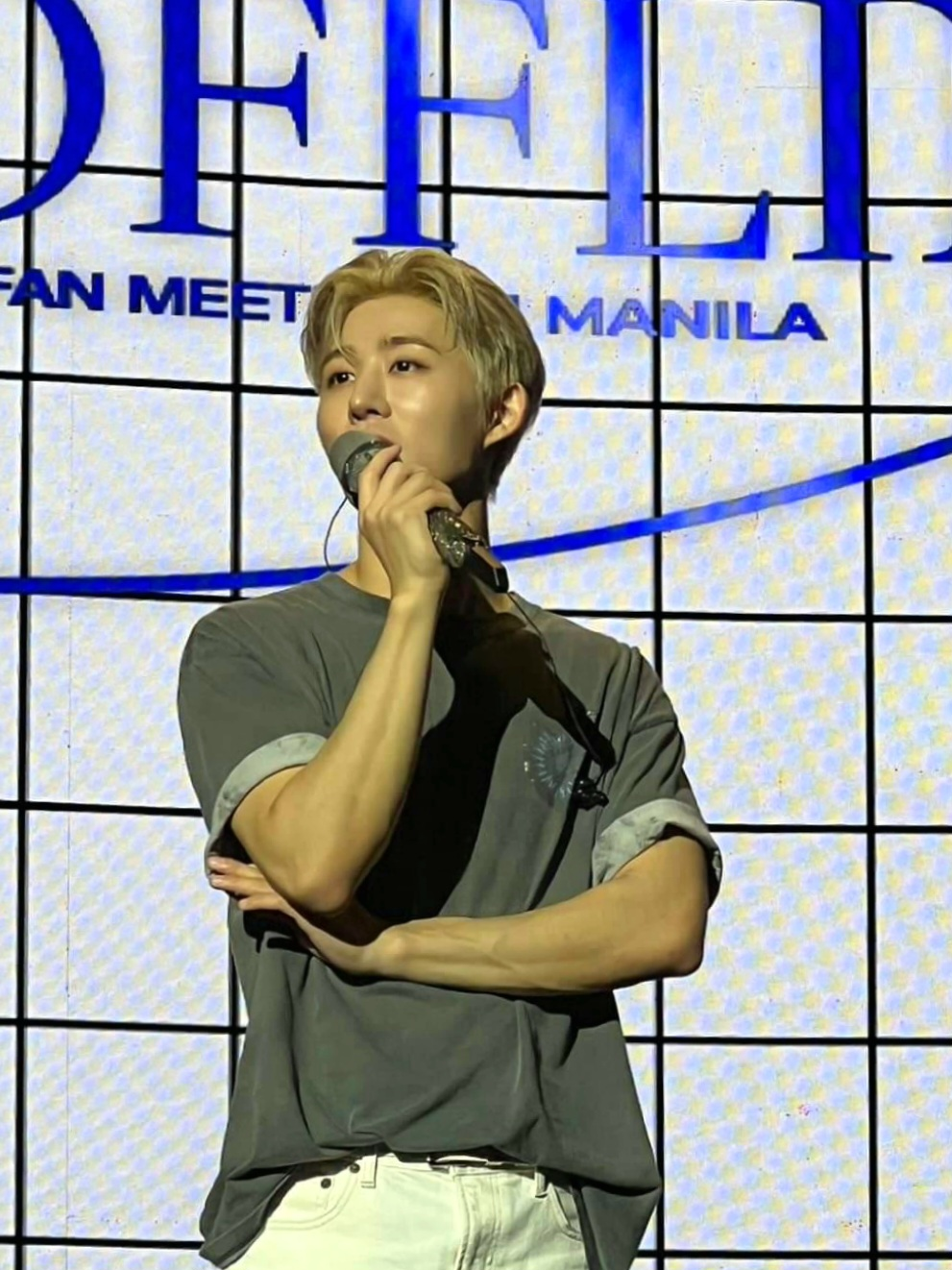
B.I lors d'un mini-concert à Manille en 2022.

Cette page liste les chansons de l'auteur-compositeur, rappeur, chanteur et danseur sud-coréen B.I, et plus généralement tous les titres dont il a contribué à l'écriture ou la composition, y compris lorsqu'ils ont été interprétés par d'autres artistes. La liste suit l'ordre chronologique de la publication des œuvres.
D'une manière générale, les informations relatives aux auteurs des titres – paroliers, compositeurs et arrangeurs – sont issues de la base de données de la Korea Music Copyright Association (en) (KOMCA), association sud-coréenne des droits d'auteur dont B.I a été promu membre de plein droit en 2019. Au 14 août 2025, 147 œuvres y étaient référencées sous son identifiant, le 10006031.
Les remix ne sont pas inclus, sauf à ce qu'ils aient fait l'objet d'une déclaration distincte auprès de la KOMCA. Lorsqu'il existe à la fois une version coréenne et une version japonaise de l'œuvre, ce sont toujours les auteurs de la version coréenne qui sont présentés, même si elle n'a été publiée que plus tard. Pour les rares titres écrits ou composés par B.I mais non répertoriés par la KOMCA, les bases d'autres associations de gestion des droits d'auteur sont utilisées, notamment celle de l'ASCAP. Les auteurs sont listés soit par ordre alphabétique (défaut), soit suivant une liste incluse dans un document officiellement publié par le label parallèlement à l'œuvre, par exemple le livret d'accompagnement de l'album ou une affiche promotionnelle. Ce document est alors explicitement référencé comme seconde source pour l'œuvre. Enfin, lorsqu'un auteur est connu sous un autre nom que celui qui apparaît dans le registre, ce nom est précisé à la suite de la première mention de l'auteur. Les noms des équipes de production, ajoutés lorsque la source complémentaire s'y réfère, se distinguent de ceux qui désignent des individus par le fait qu'ils sont écrits en italique dans les tableaux. Dans ce cas, les noms des membres concernés sont listés entre parenthèses suivant l'ordre alphabétique.
Légende des tableaux :
- Chanson publiée au nom de B.I ou projet collaboratif
- Chanson interprétée en tant que membre du groupe iKon
- Featuring sur un titre d'un autre artiste
- Chanson dont B.I n'est pas l'un des interprètes originaux

Le nom de B.I ainsi que les titres des singles apparaissent en gras.

## Chansons

### 2013
En 2013, B.I a seize ans. Alors stagiaire chez YG Entertainment, il apparaît dans le programme de téléréalité WIN: Who Is Next, qui met en compétition deux groupes de stagiaires du label sud-coréen. Son équipe perd, cependant les deux chansons qu'elle interprète lors du dernier round sont publiées. B.I ayant pris part à leur écriture et composition, ce sont les premières chansons pour lesquelles il est officiellement enregistré en tant qu'auteur.
| Album                              | Titre                   |  | Paroles                                                  | Composition                   | Arrangement | Réf. |
| ---------------------------------- | ----------------------- |  | -------------------------------------------------------- | ----------------------------- | ----------- | ---- |
| Win Final Battle (album collectif) | Just Another Boy Team B |  | - Kim Han-bin / B.I - Kim Ji-won / Bobby - Teddy         | - Teddy - Kim Han-bin         | Teddy       | ,    |
| Win Final Battle (album collectif) | Climax Team B           |  | - B.I - Bobby - Kim Jin-hwan / Jay - Koo Jun-hoe / Ju-ne | - B.I - Choice37 - Lydia Paek | Choice37    | ,    |

### 2014
En 2014, l'équipe B de WIN: Who Is Next revient dans une nouvelle émission de téléréalité, Mix & Match, au terme de laquelle est formé le groupe iKon. B.I en sera le principal auteur-compositeur jusqu'à son départ en 2019. Plusieurs chansons dont B.I a contribué à la production sont diffusées à l'occasion de Mix & Match, notamment le single Wait for Me. En parallèle, B.I participe à un autre programme de téléréalité, la saison 3 de la compétition de rap Show Me the Money, au cours de laquelle est publiée sa première chanson individuelle, Be I. La chanson Empty qu'il a co-écrite et co-composée est l'un des deux singles avec lesquels le groupe vainqueur de WIN: Who Is Next, Winner, fait ses débuts en août 2014. B.I prend également part à l'écriture des paroles et compose la mélodie du titre Born Hater du groupe Epik High, dont il sera l'un des cinq featuring.
| Album                                          | Titre                                                    |  | Paroles                                                                             | Composition                                | Arrangement                                | Réf.   |
| ---------------------------------------------- | -------------------------------------------------------- |  | ----------------------------------------------------------------------------------- | ------------------------------------------ | ------------------------------------------ | ------ |
| Show Me the Money 3 - Part 1 (album collectif) | Be I B.I                                                 |  | B.I                                                                                 | - B.I - Choice37                           | Choice37                                   | [ 12 ] |
| 2014 S/S Winner                                | Empty (공허해)                                           |  | - B.I - Song Min-ho / Mino - Bobby                                                  | - B.I - P.K                                | P.K                                        | ,      |
| —                                              | Mix & Match Title Team B                                 |  | - Robin Cho / Choice37 - Kim Han-bin / B.I                                          | - Robin Cho / Choice37 - Kim Han-bin / B.I | - Robin Cho / Choice37 - Kim Han-bin / B.I | [ 15 ] |
| —                                              | Wait for Me (기다려) Team B                              |  | - B.I - Bobby                                                                       | - B.I - Kang Uk-jin                        | Kang Uk-jin                                | ,      |
| Shoebox Epik High                              | Born Hater feat. Beenzino, Verbal Jint, B.I, Mino, Bobby |  | - Tablo - Mithra - Beenzino - Kim Jin-tae / Verbal Jint - B.I - Song Min-ho - Bobby | - DJ Tukutz - B.I                          | DJ Tukutz                                  | ,      |
| Return iKon                                    | Long Time No See                                         |  | - B.I - Bobby                                                                       | - B.I - Choice37 - Lydia Paek - Taeyang    | Choice37                                   | ,      |
| Return iKon                                    | Sinosijak (시노시작)                                     |  | - B.I - Bobby                                                                       | - B.I - Kang Uk-jin                        | Kang Uk-jin                                | ,      |

### 2015
En 2015, iKon fait ses débuts avec l'album Welcome Back, dont B.I a co-écrit et, à l'exception d'une chanson produite par Teddy et d'une chanson de G-Dragon, co-composé tous les titres.
| Album             | Titre                                 |  | Paroles                      | Composition | Arrangement                   | Réf. |
| ----------------- | ------------------------------------- |  | ---------------------------- | --- | ----------------------------- | ---- |
| Welcome Back iKon | My Type (취향저격)                    |  | - B.I - Bobby - Kush         | - Choice37 - Kush - B.I                                                                                         | Choice37                      | ,    |
| Welcome Back iKon | Welcome Back                          |  | - B.I - Bobby                | - B.I - Rovin                                                                                                   | Rovin                         | ,    |
| Welcome Back iKon | Rhythm Ta (리듬 타)                   |  | - B.I - Bobby                | - Future Bounce (en) - P.K - B.I - Koo Jun-hoe / Ju-ne                                                          | - Future Bounce - P.K         | ,    |
| Welcome Back iKon | Today (오늘따라)                      |  | - B.I - Bobby                | - B.I - Ham Seung-chun - Kang Uk-jin - Future Bounce - Dee.P - P.K                                              | - Future Bounce - Dee.P - P.K | ,    |
| Welcome Back iKon | Airplane                              |  | - B.I - Bobby                | - B.I - Future Bounce - Dee.P - P.K                                                                             | - Future Bounce - Dee.P - P.K | ,    |
| Welcome Back iKon | M.U.P (솔직하게)                      |  | - B.I - Bobby                | - B.I - The Fliptones (en) - David Delazyn - Chaz Mishan - The Jackie Boyz (en) - Carlos Battey - Steven Battey | —                             | ,    |
| Welcome Back iKon | Anthem (이리오너라) B.I, Bobby        |  | - B.I - Bobby                | - Teddy - B.I - Bobby                                                                                           | - Teddy - Choice37            | ,    |
| Welcome Back iKon | Apology (지못미)                      |  | - Teddy - Kush - B.I - Bobby | - Teddy - Kush                                                                                                  | - Teddy                       | ,    |
| Welcome Back iKon | Dumb & Dumber (덤앤더머)              |  | - B.I - Bobby                | - Future Bounce - Dee.P - P.K - B.I                                                                             | —                             | ,    |
| Welcome Back iKon | What's Wrong? (왜 또)                 |  | - B.I - Bobby                | - B.I - Rovin                                                                                                   | Rovin                         | ,    |
| Welcome Back iKon | I Miss You So Bad (아니라고)          |  | - G-Dragon - B.I - Bobby     | - G-Dragon - Dee.P                                                                                              | Dee.P                         | ,    |
| Welcome Back iKon | Rhythm Ta Remix (Rock ver.) (리듬 타) |  | - B.I - Bobby                | - Future Bounce - P.K - B.I - Koo Jun-hoe                                                                       | - Future Bounce - Dee.P - P.K | ,    |

### 2016
En 2016, le groupe iKon enchaîne les concerts, notamment au Japon, où il sort aussi successivement plusieurs albums. Outre des versions japonaises des titres de Welcome Back, ces albums introduisent deux nouvelles chansons, Just Go et Love Me, toutes deux co-écrites et co-composées par B.I. Celui-ci participe également à l'écriture des paroles du single #WYD, seule chanson publiée par le groupe hors du Japon cette année-là. B.I est par ailleurs l'un des paroliers déclarés auprès de la KOMCA pour le single Whistle du groupe Blackpink, sans toutefois que sa contribution n'ait été mentionnée ni sur les supports promotionnels, ni dans les informations communiquées par le label YG Entertainment aux plateformes de musique en ligne.
| Album                                                    | Titre                           |  | Paroles                                           | Composition                                             | Arrangement | Réf. |
| -------------------------------------------------------- | ------------------------------- |  | ------------------------------------------------- | ------------------------------------------------------- | ----------- | ---- |
| Welcome Back - Complete Edition (édition japonaise) iKon | Just Go                         |  | B.I                                               | - Kang Uk-jin - B.I                                     | Kang Uk-jin | ,    |
| —                                                        | #WYD (오늘 모해) iKon           |  | - Kush - B.I - Bobby                              | - Choice37 - Kush                                       | Choice37    | ,    |
| Square One Blackpink                                     | Whistle (휘파람)                |  | - Teddy - Rebecca Johnson / Bekuh Boom (en) - B.I | - Teddy - Future Bounce - Dee.P - P.K - Rebecca Johnson | —           | ,    |
| Dumb & Dumber (édition japonaise) iKon                   | Love Me (나를 사랑하지 않나요?) |  | - B.I - Bobby - Kush                              | - Choice37 - B.I - Kush - Koo Jun-hoe / Ju-ne           | Choice37    | ,    |

### 2017
En 2017, iKon revient devant le public coréen avec un album constitué de deux singles, Bling Bling et B-Day, dont B.I est le principal auteur et compositeur. La version japonaise de l'album New Kids: Begin comprend deux chansons supplémentaires, Perfect et Worldwide. B.I avait aussi aidé à la production de trois chansons de l'album 4x2=8 du rappeur Psy, dont le titre Bomb, sur lequel il apparaît en featuring.
| Album                                    | Titre                                               |  | Paroles                                    | Composition                                                   | Arrangement                   | Réf.   |
| ---------------------------------------- | --------------------------------------------------- |  | ------------------------------------------ | ------------------------------------------------------------- | ----------------------------- | ------ |
| 4x2=8 Psy                                | Last Scene (마지막 장면) feat. Lee Sung-kyung       |  | - Psy - B.I                                | - Psy - Kim Do-hyun - Yoo Gun-hyung (en)                      | - Yoo Gun-hyung - Kim Do-hyun | ,      |
| 4x2=8 Psy                                | Bomb feat. B.I, Bobby                               |  | - J. Y. Park - Psy - B.I - Bobby           | - J. Y. Park - Psy - Yoo Gun-hyung - B.I - Bobby              | - J. Y. Park - Yoo Gun-hyung  | ,      |
| 4x2=8 Psy                                | Autoreverse (오토리버스) feat. Tablo                |  | - Psy - Tablo - B.I - Kim Jee-pyoung       | - Psy - Yoo Gun-hyung - Kim Wook                              | Yoo Gun-hyung                 | ,      |
| New Kids: Begin iKon                     | B-Day (벌떼)                                        |  | - B.I - Bobby                              | - B.I - Airplay - Kang Uk-jin                                 | - Airplay - Kang Uk-jin       | ,      |
| New Kids: Begin iKon                     | Bling Bling                                         |  | - B.I - Bobby - Millennium                 | - B.I - Millennium                                            | Millennium                    | ,      |
| New Kids: Begin (édition japonaise) iKon | Perfect (꼴좋다)                                    |  | B.I                                        | - B.I - Future Bounce - Dee.P                                 | —                             | ,      |
| New Kids: Begin (édition japonaise) iKon | Worldwide                                           |  | - B.I - Bobby - Kush - Sunny Boy - Ta-Trow | - B.I - Kush - LDN Noise (en) - Greg Bonnick - Hayden Chapman | —                             | [ 60 ] |
| —                                        | Smashing on Your Back (너의등짝에스매싱) B.I, Ju-ne |  | - B.I - Seung / Yawwa                      | - B.I - Rovin - Seung                                         | Rovin                         | [ 61 ] |

### 2018
En 2018, iKon sort consécutivement trois albums – Return en janvier, New Kids: Continue en août et New Kids: The Final en octobre – dont B.I a écrit ou co-écrit et co-composé toutes les chansons, incluant les singles Love Scenario, Killing Me et Goodbye Road.
| Album                     | Titre                                     |  | Paroles | Composition                                                        | Arrangement                   | Réf.   |
| ------------------------- | ----------------------------------------- |  | --- | ------------------------------------------------------------------ | ----------------------------- | ------ |
| Return iKon               | Love Scenario (사랑을 했다)               |  | - B.I - Bobby - Mot Mal                                                                                                   | - B.I - Millennium - Seung / Yawwa                                 | Millennium                    | ,      |
| Return iKon               | Beautiful                                 |  | - B.I - Bobby - Teddy | - Choice37 - B.I - Teddy                                           | Choice37                      | ,      |
| Return iKon               | One and Only (돗대) B.I                   |  | B.I | - Choice37 - B.I                                                   | Choice37                      | ,      |
| Return iKon               | Jerk (나쁜놈)                             |  | - B.I - Bobby | - B.I - Kang Uk-jin                                                | Kang Uk-jin                   | ,      |
| Return iKon               | Best Friend                               |  | - B.I - Lee Jung-hyun | - Future Bounce - Dee.P - P.K - Rebecca Johnson / Bekuh Boom - B.I | —                             | ,      |
| Return iKon               | Everything                                |  | - B.I - Bobby - Psy | - Psy - Yoo Gun-hyung - B.I                                        | Yoo Gun-hyung                 | ,      |
| Return iKon               | Hug Me (안아보자)                         |  | - B.I - Bobby | - B.I - Tablo                                                      | Tablo                         | ,      |
| Return iKon               | Don't Forget (잊지마요)                   |  | - B.I - Bobby - Kim Joon                                                                                                  | - B.I - Kang Uk-jin - Diggy                                        | - Kang Uk-jin - Diggy         | ,      |
| —                         | Rubber Band (고무줄다리기) iKon           |  | - B.I - Mino - Seung - Bobby                                                                                              | - B.I - Mino - Millennium                                          | Millennium                    | ,      |
| The Great Seungri Seungri | Mollado (몰라도) feat. B.I                |  | - Seungri - B.I | - Seungri - Future Bounce - Dee.P - P.K - B.I                      | —                             | ,      |
| New Kids: Continue iKon   | Killing Me (죽겠다)                       |  | B.I | - B.I - Joe Rhee - R.Tee                                           | - R.Tee - Joe Rhee            | ,      |
| New Kids: Continue iKon   | Freedom (바람)                            |  | - B.I - Bobby - Seung | - Millennium - B.I - Seung                                         | Millennium                    | ,      |
| New Kids: Continue iKon   | Only You                                  |  | - B.I - Bobby | - B.I - Kang Uk-jin                                                | Kang Uk-jin                   | ,      |
| New Kids: Continue iKon   | Cocktail (칵테일)                         |  | - B.I - Bobby | - B.I - Millennium                                                 | Millennium                    | ,      |
| New Kids: Continue iKon   | Just for You (줄게)                       |  | B.I | - B.I - Kang Uk-jin - Godok                                        | - Godok - Kang Uk-jin         | ,      |
| New Kids: The Final iKon  | Goodbye Road (이별길)                     |  | - B.I - Bobby | - B.I - Future Bounce - Dee.P - P.K - Rebecca Johnson              | —                             | ,      |
| New Kids: The Final iKon  | Don't Let Me Know (내가 모르게)           |  | - B.I - Seung | - B.I - Millennium                                                 | Millennium                    | ,      |
| New Kids: The Final iKon  | Adore You (좋아해요)                      |  | - B.I - Bobby | - B.I - Seo Won-jin                                                | - Seo Won-jin - R.Tee         | ,      |
| —                         | Friend (형이라고불러도돼) Curious Husband |  | - Ahn Jung-hwan - B.I - Bobby - Cha In-pyo (en) - Cho Tae-kwan / Jasper Cho (en) - Kim Yong-man (en) - Kwon Oh-joong (en) | - B.I - Jongsuk Han / Dustyy Han - Kim Seung-jin / JFKID           | - Jongsuk Han - Kim Seung-jin | [ 87 ] |

### 2019
En janvier 2019 sort la dernière chanson de B.I pour et avec iKon, I'm OK. En juin, il apparaît en featuring dans le single No One de la chanteuse Lee Hi, dont YG Entertainment est alors le label. Il a également co-écrit et co-composé un autre titre de son EP 24°C, 1, 2. Deux chansons de B.I figurent par ailleurs dans l'album G1 du rappeur Eun Ji-won (en), publié par YG Entertainement quelques jours après que B.I a mis fin à son contrat avec le label, sans qu'il ne soit initialement cité comme auteur des titres.
| Album                                 | Titre                                   |  | Paroles                            | Composition                                        | Arrangement           | Réf.   |
| ------------------------------------- | --------------------------------------- |  | ---------------------------------- | -------------------------------------------------- | --------------------- | ------ |
| New Kids Repackage: The New Kids iKon | I'm OK                                  |  | - B.I - Bobby - Kim Jong-won       | - B.I - Future Bounce - Dee.P - P.K                | —                     | ,      |
| 24°C Lee Hi                           | No One (누구 없소) feat. B.I            |  | - Yun Myong-woon - Kim Mingu - B.I | - Yun Myong-woon - Kang Uk-jin - Diggy - Kim Mingu | - Kang Uk-jin - Diggy | ,      |
| 24°C Lee Hi                           | 1, 2 (한두 번) feat. Choi Hyun-suk (en) |  | - B.I - Choi Hyun-suk              | - Kang Uk-jin - B.I                                | Kang Uk-jin           | ,      |
| G1 Eun Ji-won                         | Sexy                                    |  | - B.I - Eun Ji-won                 | - B.I - Diggy - Kang Uk-jin                        | - Diggy - Kang Uk-jin | [ 96 ] |
| G1 Eun Ji-won                         | Worthless                               |  | - B.I - Eun Ji-won                 | - B.I - Millennium                                 | Millennium            | [ 97 ] |

### 2020
Bien que B.I ait quitté iKon en juin 2019, l'EP I Decide que le groupe sort en 2020 inclut quatre chansons qu'il avait produites avant son départ.
| Album         | Titre                   |  | Paroles                    | Composition                 | Arrangement           | Réf. |
| ------------- | ----------------------- |  | -------------------------- | --------------------------- | --------------------- | ---- |
| I Decide iKon | Ah Yeah                 |  | - B.I - Bobby              | - B.I - Millennium          | Millennium            | ,    |
| I Decide iKon | Dive (뛰어들게)         |  | - B.I - Seung / Yawwa      | - B.I - Diggy - Kang Uk-jin | - Diggy - Kang Uk-jin | ,    |
| I Decide iKon | All the World (온 세상) |  | - B.I - Dustyy Han - Bobby | - B.I - Diggy - Kang Uk-jin | - Diggy - Kang Uk-jin | ,    |
| I Decide iKon | Holding On (견딜만해)   |  | B.I                        | - B.I - Diggy - Kang Uk-jin | - Diggy - Kang Uk-jin | ,    |

### 2021
En 2021, B.I revient sur la scène musicale en tant qu'artiste individuel, avec trois albums : Midnight Blue (Love Streaming) en mars, Waterfall en juin et Cosmos en novembre. Il sort également deux singles « mondiaux », Got It like That et Lost at Sea (illa illa 2), pour lesquels il fait appel à des artistes et producteurs étrangers. En plus de ces vingt-quatre chansons, il produit le titre Savior pour l'album 4 Only de Lee Hi. Il avait en outre commencé l'année avec un featuring sur le titre Acceptance Speech de l'album Epik High Is Here 上 (Part 1) du groupe Epik High, dont il a pris part à l'écriture et la composition.
| Album                                   | Titre                                                      |  | Paroles | Composition | Arrangement | Réf.    |
| --------------------------------------- | ---------------------------------------------------------- |  | --- | --- | --- | ------- |
| Epik High Is Here 上 (Part 1) Epik High | Acceptance Speech (수상소감) feat. B.I                     |  | - Tablo - Mithra - B.I - DJ Tukutz | - DJ Tukutz - B.I - Tablo - Mithra | — | ,       |
| Midnight Blue (Love Streaming) B.I      | Midnight Blue (깊은 밤의 위로)                             |  | B.I | - B.I - Kim Chang-hoon | Kim Chang-hoon | ,       |
| Midnight Blue (Love Streaming) B.I      | Remember Me                                                |  | - B.I - Sihwang | - B.I - Sihwang | Sihwang | ,       |
| Midnight Blue (Love Streaming) B.I      | Blossom (내 걱정)                                          |  | B.I | - B.I - Padi - General Sound | Padi | ,       |
| —                                       | Got It like That B.I, Destiny Rogers (en), Tyla Yaweh (en) |  | - B.I - Daniel Breland - Michael Kellogg - Destiny Rogers - The Stereotypes (en) - Ray Charles McCullough - Jeremy Reeves - Ray Romulus - Jonathan Yip - Tyla Yaweh | - B.I - Daniel Breland - Michael Kellogg - Destiny Rogers - The Stereotypes (en) - Ray Charles McCullough - Jeremy Reeves - Ray Romulus - Jonathan Yip - Tyla Yaweh | - B.I - Daniel Breland - Michael Kellogg - Destiny Rogers - The Stereotypes (en) - Ray Charles McCullough - Jeremy Reeves - Ray Romulus - Jonathan Yip - Tyla Yaweh | [ 118 ] |
| Waterfall B.I                           | Re-birth (다음 생)                                         |  | B.I | - B.I - Sihwang - Millennium | - Sihwang - Millennium | ,       |
| Waterfall B.I                           | Waterfall                                                  |  | B.I | - B.I - Choice37 - Hae | - Choice37 - Hae | ,       |
| Waterfall B.I                           | illa illa (해변)                                           |  | B.I | - B.I - Millennium - Kang Uk-jin - Diggy - Sihwang | - Millennium - Sihwang | ,       |
| Waterfall B.I                           | Daydream (긴 꿈) feat. Lee Hi                              |  | B.I | - B.I - Choi Matthew / Saint Leonard | - Choi Matthew | ,       |
| Waterfall B.I                           | Numb                                                       |  | B.I | - B.I - Stally - Basecamp - Uk-jin | - Stally - Basecamp - Uk-jin | ,       |
| Waterfall B.I                           | Illusion (꿈결)                                            |  | B.I | - B.I - JFKID - Jungmok Han / Gaka | JFKID | ,       |
| Waterfall B.I                           | Flow Away                                                  |  | B.I | - B.I - Millennium | Millennium | ,       |
| Waterfall B.I                           | Help Me                                                    |  | B.I | - B.I - Millennium - Sihwang | - Millennium - Sihwang | ,       |
| Waterfall B.I                           | Remember Me (역겹겠지만)                                   |  | B.I | - B.I - Millennium | Millennium | ,       |
| Waterfall B.I                           | Stay feat. Tablo                                           |  | - B.I - Tablo | - B.I - Choice37 - Hae | - Choice37 - Hae | ,       |
| Waterfall B.I                           | Gray (비 온 뒤 흐림)                                       |  | B.I | - B.I - Kang Uk-jin - Diggy - Eddy | - Kang Uk-jin - Diggy | ,       |
| Waterfall B.I                           | Then (그땐 내가)                                           |  | B.I | - B.I - Padi | Padi | ,       |
| —                                       | Lost at Sea (illa illa 2) B.I, Bipolar Sunshine, Afgan     |  | - B.I - Jiwoo Jeon - Adio Merchant / Bipolar Sunshine - Cory Nitta / Cory Enemy - Afgansyah Reza / Afgan - Benjamin Samama                                          | - B.I - Jiwoo Jeon - Adio Merchant / Bipolar Sunshine - Cory Nitta / Cory Enemy - Afgansyah Reza / Afgan - Benjamin Samama                                          | - B.I - Jiwoo Jeon - Adio Merchant / Bipolar Sunshine - Cory Nitta / Cory Enemy - Afgansyah Reza / Afgan - Benjamin Samama                                          | [ 132 ] |
| 4 Only Lee Hi                           | Savior (구원자) feat. B.I                                  |  | B.I | - B.I - Stally - Basecamp - Johnny - Uk-jin | - Stally - Basecamp - Johnny - Uk-jin | ,       |
| Cosmos B.I                              | Alive                                                      |  | B.I | - B.I - Padi | Padi | ,       |
| Cosmos B.I                              | Nineteen (열아홉)                                          |  | B.I | - B.I - Saint Leonard | Saint Leonard | ,       |
| Cosmos B.I                              | Cosmos                                                     |  | B.I | - B.I - Sihwang - Millennium | - Sihwang - Millennium - Park Jae-jun | ,       |
| Cosmos B.I                              | Nerd feat. Colde (en)                                      |  | - B.I - Sihwang | - B.I - Millennium - Sihwang | - Millennium - Sihwang | ,       |
| Cosmos B.I                              | Lover                                                      |  | B.I | - B.I - Padi - NE:ON | Padi | ,       |
| Cosmos B.I                              | Flame                                                      |  | B.I | - B.I - Millennium - Sihwang | Millennium | ,       |
| Cosmos B.I                              | Buddy Buddy (친구해요)                                     |  | B.I | - B.I - Kim Chang-hoon - Jeon Hyun-myung | - Kim Chang-hoon - Jeon Hyun-myung | ,       |

### 2022
En 2022, B.I sort le premier des deux EP de son projet d'album « mondial », Love or Loved Part.1, pour lequel il travaille de nouveau avec des producteurs étasuniens, dont les Stereotypes (en). Tandis que le rappeur sud-coréen MC Mong (en) et Soyou chantent en duo sa chanson Don't Wake Me Up, il écrit et interprète le refrain du premier single du beatmaker Padi, Handsome, et collabore avec la chanteuse sud-coréenne Chuu pour la berceuse Lullaby.
| Album                         | Titre                                                        |  | Paroles                                                     | Composition                                                                                             | Arrangement           | Réf.    |
| ----------------------------- | ------------------------------------------------------------ |  | ----------------------------------------------------------- | --- | --------------------- | ------- |
| X by X [Dream] MC Mong, Soyou | Don't Wake Me Up (깨우지마)                                  |  | - B.I - MC Mong                                             | - B.I - Grvvity / Kang Uk-jin - Time / Diggy                                                            | - Grvvity - Time      | [ 147 ] |
| Love or Loved Part.1 B.I      | BTBT avec Soulja Boy, feat. DeVita                           |  | - B.I - Soulja Boy - Aja Cruz / 3onawav - Alejandra Alberti | - The Stereotypes - Jeremy Reeves - Ray Romulus - Jonathan Yip - 9am - Jeffrey Baranowski - Luke Milano | —                     | ,       |
| —                             | Handsome Padi feat. B.I, Nucksal (en), Kid Milli (en), Gaeko |  | - Padi - B.I - Nucksal - Kid Milli - Gaeko                  | - Padi - B.I - Dhard                                                                                    | Padi                  | ,       |
| —                             | Lullaby (자장가) B.I, Chuu                                   |  | - B.I - Chuu - Vaav / Yawwa                                 | - B.I - Diggy - Kang Uk-jin                                                                             | - Diggy - Kang Uk-jin | [ 152 ] |
| Love or Loved Part.1 B.I      | Keep Me Up                                                   |  | - B.I - Aja Cruz - Catherine Lee                            | - The Stereotypes - Jeremy Reeves - Ray Romulus - Jonathan Yip - 9am - Jeffrey Baranowski - Luke Milano | —                     | ,       |
| Love or Loved Part.1 B.I      | Middle with You                                              |  | - B.I - Nick Lee                                            | - Nick Lee - Jake Herring                                                                               | —                     | ,       |
| Love or Loved Part.1 B.I      | Tangerine                                                    |  | B.I                                                         | - B.I - Saint Leonard                                                                                   | Saint Leonard         | ,       |
| Love or Loved Part.1 B.I      | Endless Summer                                               |  | B.I                                                         | - B.I - Kim Chang-hoon                                                                                  | Kim Chang-hoon        | ,       |

### 2023
En 2023, B.I sort l'abum To Die For, qui complète le projet sur la jeunesse entamé avec Cosmos par neuf nouvelles chansons, ainsi que Love or Loved Part.2, le second volet de son projet d'album global. Il collabore avec les rappeurs sud-coréens Sik-K (en) et Reddy (en) pour le single TTM, apparaît en featuring sur les titres R.I.P du rappeur Kid Milli (en), Sorry, I Hate You de Sik-K, INFJ de Big Naughty, Jacuzzi du chanteur philippino-australien James Reid (en), contribue au remix collaboratif de la chanson Smoke de Dynamic Duo. Outre les chansons qu'il interprète, il prend part à la production du premier EP de la chanteuse sud-coréenne Soovi avec les autres auteurs-compositeurs et beatmakers du White Noise Club, ainsi qu'à celle des chansons avec lesquelles le groupe sud-coréen Pow fait ses débuts. Il est également cité en tant qu'auteur et compositeur de la chanson Do de Padi, sur laquelle il avait travaillé cinq ans plus tôt, en 2018.
| Album                           | Titre                                                          |  | Paroles | Composition                                                                                                 | Arrangement                                                                                          | Réf.    |
| ------------------------------- | -------------------------------------------------------------- |  | --- | --- | --- | ------- |
| A Tempo Soovi                   | Missing You feat. Dvwn                                         |  | - Soovi - B.I - Dvwn                                                                                        | - Soovi - B.I - Sihwang - Padi - Dvwn                                                                       | - Padi - Sihwang                                                                                     | ,       |
| A Tempo Soovi                   | Hey                                                            |  | - Soovi - Sihwang                                                                                           | - Soovi - B.I - Sihwang - Millennium                                                                        | - Millennium - Sihwang                                                                               | ,       |
| —                               | TTM B.I, Sik-K, Reddy                                          |  | - B.I - Kwon Min-sik / Sik-K - Reddy                                                                        | - Millennium - B.I                                                                                          | Millennium                                                                                           | ,       |
| Answer Answer Padi              | Do feat. Lee Hi                                                |  | - Lee Hi - B.I                                                                                              | - Padi - Lee Hi - B.I - Dhard                                                                               | Padi                                                                                                 | ,       |
| Beige Kid Milli                 | R.I.P feat. B.I                                                |  | - Kid Milli - B.I                                                                                           | - DPR Cream - Kid Milli                                                                                     | DPR Cream                                                                                            | ,       |
| To Die For B.I                  | To Die                                                         |  | B.I | - B.I - Padi                                                                                                | Padi                                                                                                 | ,       |
| To Die For B.I                  | Wave (해일) feat. Kid Milli, Lil Cherry                        |  | - B.I - Kid Milli - Lil Cherry                                                                              | - B.I - Millennium - Sihwang - Kim Chang-hoon                                                               | - Millennium - Sihwang - Kim Chang-hoon                                                              | ,       |
| To Die For B.I                  | The Island of Misfit Toys (망가진 장난감의 섬)                 |  | B.I | - B.I - Sihwang - Millennium                                                                                | - Sihwang - Millennium                                                                               | ,       |
| To Die For B.I                  | Die for Love feat. Jessi                                       |  | - B.I - Jessica H.O / Jessi                                                                                 | - White Noise Club - B.I - Kim Chang-hoon - Millennium - Padi - Sihwang - Jessica H.O                       | - Padi - Sihwang - Millennium                                                                        | ,       |
| To Die For B.I                  | Dare to Love (겁도없이) feat. Big Naughty (en)                 |  | - B.I - Big Naughty                                                                                         | - B.I - Big Naughty - Kang Uk-jin - Diggy                                                                   | - Kang Uk-jin - Diggy                                                                                | ,       |
| To Die For B.I                  | Beautiful Life (개가트닌생) feat. Crying Nut (en)              |  | B.I | - B.I - Sihwang - Kim Chang-hoon - Park Jae-jun                                                             | - Sihwang - Kim Chang-hoon - Park Jae-jun - Millennium                                               | ,       |
| To Die For B.I                  | Cloud Thought (구르믄)                                         |  | B.I | - B.I - Basecamp - Johnny - Uk-jin                                                                          | - Basecamp - Johnny - Uk-jin                                                                         | ,       |
| To Die For B.I                  | Truth                                                          |  | Kim Han-bin / B.I                                                                                           | - Kim Han-bin - Yoon Si-hwang / Sihwang - Choi Rae-seong / Millennium                                       | - Yoon Si-hwang - Choi Rae-seong                                                                     | ,       |
| To Die For B.I                  | Michelangelo                                                   |  | B.I | - B.I - Millennium - Sihwang                                                                                | - Millennium - Sihwang                                                                               | ,       |
| Pop a Lot Sik-K                 | Sorry, I Hate You (미안해 널 미워해) feat. B.I                 |  | - Lee Sun-kyu - Kim Yuna - Kwon Min-sik / Sik-K - B.I                                                       | - Lee Sun-kyu - Kim Yuna - Vangdale - Kwon Min-sik - B.I                                                    | - Jaurim - Lee Sun-kyu - Kim Yuna - Kim Jin-man - Vangdale - Kwon Se-young                           | ,       |
| Favorite Pow                    | Favorite                                                       |  | B.I | - B.I - Basecamp - Johnny - Uk-jin - Stally                                                                 | - Basecamp - Johnny - Uk-jin - Stally                                                                | ,       |
| Favorite Pow                    | Dazzling                                                       |  | - B.I - Dana                                                                                                | - B.I - Padi - Sihwang - Dana                                                                               | - Padi - Sihwang                                                                                     | ,       |
| Favorite Pow                    | Amazing                                                        |  | B.I | - B.I - Kang Uk-jin - Diggy                                                                                 | - Kang Uk-jin - Diggy                                                                                | ,       |
| Love or Loved Part.2 B.I        | Loved                                                          |  | - Naomi Abergel / Mark Johns - AO Beats - B.I - Dominic Bucks / Omer Fedi                                   | - Naomi Abergel / Mark Johns - AO Beats - B.I - Dominic Bucks / Omer Fedi                                   | — | ,       |
| Love or Loved Part.2 B.I        | 4 Letters                                                      |  | - Mason Bennett / Mason Sacks - Jesse Finkelstein / Jesse Fink - Kim Han-bin / B.I - Nick Lee - Jake Torrey | - Mason Bennett / Mason Sacks - Jesse Finkelstein / Jesse Fink - Kim Han-bin / B.I - Nick Lee - Jake Torrey | — | ,       |
| Love or Loved Part.2 B.I        | Alone                                                          |  | B.I | - B.I - Padi                                                                                                | Padi                                                                                                 | ,       |
| Love or Loved Part.2 B.I        | S.O.S                                                          |  | B.I | - B.I - Stally                                                                                              | Stally                                                                                               | ,       |
| Love or Loved Part.2 B.I        | All Shook Up                                                   |  | - B.I - Dalton Diehl - Nick Lee - Jordan Reifkind                                                           | - B.I - Dalton Diehl - Nick Lee - Jordan Reifkind                                                           | — | ,       |
| —                               | Jacuzzi James Reid, B.I, DJ Flict                              |  | - Chris Aparri / DJ Flict - Kim Han-bin / B.I - James Reid - Jazelle Rodriguez / Jvzel - Zach Sorgen        | - Chris Aparri / DJ Flict - Kim Han-bin / B.I - James Reid - Jazelle Rodriguez / Jvzel - Zach Sorgen        | - Chris Aparri / DJ Flict - Kim Han-bin / B.I - James Reid - Jazelle Rodriguez / Jvzel - Zach Sorgen | [ 200 ] |
| —                               | Smoke (Remix) Dynamic Duo, Zico, B.I, Jay Park, Changmo, Jessi |  | - Gaeko - Choiza - Zico - B.I - Jay Park - Changmo - Jessi - John Kim - Ro Jae-kyung                        | - Gaeko - Padi - Dhard                                                                                      | — | ,       |
| Dingo X Big Naughty Big Naughty | INFJ feat. B.I, Bang Ye-dam                                    |  | - Bang Ye-dam - B.I - Big Naughty                                                                           | - Bang Ye-dam - B.I - Big Naughty - Way Ched                                                                | Way Ched                                                                                             | [ 203 ] |

### 2024
En 2024, B.I publie pour la première fois un album au Japon, le mini-album Tadaima, dont il a écrit les cinq chansons en japonais. Il ne sort par ailleurs qu'un single au cours de l'année, Tasty, en collaboration avec des producteurs de musique nord-américains. Néanmoins, il rappe sur les titres de plusieurs autres artistes, dont Love Dilemma de Kixo et Happy Alone de Woosung, le chanteur et guitariste du groupe The Rose,. Plusieurs chansons dont il est l'auteur mais pas l'interprète paraissent également au cours de l'année, notamment le titre Fallin' de la chanteuse Heize, et Don't Cry de l'acteur Jo Byeong-kyu.
| Album                                    | Titre                                            |  | Paroles                                               | Composition                                                                               | Arrangement                                              | Réf.    |
| ---------------------------------------- | ------------------------------------------------ |  | ----------------------------------------------------- | ----------------------------------------------------------------------------------------- | -------------------------------------------------------- | ------- |
| —                                        | Valentine Pow                                    |  | White Noise Club 1 / B.I                              | - Diggy - Kang Uk-jin - White Noise Club 1                                                | - Diggy - Kang Uk-jin                                    | [ 210 ] |
| Tadaima (ただいま) B.I                   | Kowai (怖い)                                     |  | B.I                                                   | - B.I - Kang Uk-jin - Diggy                                                               | —                                                        | ,       |
| Tadaima (ただいま) B.I                   | Wish You Were Here                               |  | B.I                                                   | - B.I - Padi                                                                              | —                                                        | ,       |
| Tadaima (ただいま) B.I                   | Sayonara (さよなら)                              |  | Kim Han-bin / B.I                                     | - Kim Han-bin - Sihwang                                                                   | —                                                        | ,       |
| Tadaima (ただいま) B.I                   | Elevator feat. Chanmina                          |  | - B.I - Chanmina - Vaav / Yawwa                       | - B.I - Padi                                                                              | —                                                        | ,       |
| Tadaima (ただいま) B.I                   | Nanana feat. Sky-Hi                              |  | - B.I - Sky-Hi - Vaav                                 | - B.I - Millennium                                                                        | —                                                        | ,       |
| Nothing Is Perfect (완벽한 건 없어) Gist | Good Memories (좋았던 기억만) feat. B.I          |  | - B.I - Gist                                          | - B.I - Gist - Sein                                                                       | Sein                                                     | [ 217 ] |
| Toto Toil                                | I Wish (18번) feat. Leellamarz, B.I              |  | - B.I - Leellamarz                                    | - B.I - Leellamarz - Toil                                                                 | - Jung Seung-hyun - Toil                                 | [ 218 ] |
| Come Closer Leo                          | Pretty Plzzz feat. B.I                           |  | - Leo - B.I - Nick Vyner - Jordan Reifkind            | - Leo - B.I - Nick Vyner - Jordan Reifkind - Bangs - Memishi Gentuar - King Wizard - Kuji | - Bangs - Memishi Gentuar - King Wizard - Kuji           | ,       |
| Come Closer Leo                          | Farewell                                         |  | B.I                                                   | - White Noise Club - B.I - Kim Chang-hoon                                                 | Kim Chang-hoon                                           | ,       |
| —                                        | Tasty B.I                                        |  | - B.I - MarcLo - Kaine                                | - B.I - Malibu Babie - Vaughn Oliver - Tobias Wincorn                                     | —                                                        | [ 222 ] |
| —                                        | Love Dilemma (사랑이 죄야?) Kixo feat. 10cm, B.I |  | - B.I - Kixo                                          | - B.I - Kixo - JVN - Yoon Hee-jae                                                         | - Basecamp - Johnny - Uk-jin - Kixo - JVN - Yoon Hee-jae | [ 223 ] |
| —                                        | Don't Cry (울지 않길) Jo Byeong-kyu              |  | B.I                                                   | - B.I - Diggy - Kang Uk-jin                                                               | Kang Uk-jin                                              | [ 224 ] |
| 4444 Woosung                             | Happy Alone feat. B.I                            |  | - J Angel - B.I - Jaramye Daniels - Ristorp - Woosung | - Stefan Forrest - Brian Lee                                                              | —                                                        | [ 225 ] |
| Boyfriend Pow                            | I                                                |  | B.I                                                   | - B.I - Dana - Kim Chang-hoon - Millennium                                                | - Kim Chang-hoon - Millennium                            | [ 226 ] |
| Boyfriend Pow                            | Bae                                              |  | B.I                                                   | - B.I - Dana - Millennium - Padi                                                          | - Millennium - Padi                                      | [ 227 ] |
| Fallin' Heize                            | Fallin'                                          |  | B.I                                                   | - B.I - Kang Uk-jin - Time / Diggy                                                        | - Kang Uk-jin - Time                                     | ,       |

### 2025
En 2025, B.I sort son troisième album, Wonderland, dont les 11 titres marquent la conclusion du cycle qu'il a consacré au thème de la jeunesse.
| Album                          | Titre                             |  | Paroles                                   | Composition                                               | Arrangement                               | Réf.    |
| ------------------------------ | --------------------------------- |  | ----------------------------------------- | --------------------------------------------------------- | ----------------------------------------- | ------- |
| Reddy Made 0.5 Prototype Reddy | Reditation feat. B.I              |  | - B.I - Reddy                             | - Reddy - Zerum                                           | - FVBII - Reddy                           | [ 231 ] |
| Reddy Made 0.5 Prototype Reddy | Special feat. B.I                 |  | - B.I - Reddy                             | - Reddy - Zerum                                           | - FVBII - Reddy                           | [ 232 ] |
| Voice tool tip.txt 2 Huh       | New New (뉴뉴) feat. B.I          |  | - B.I - Heo Sung-hyun / Huh               | - B.I - Heo Sung-hyun - Padi                              | Padi                                      | [ 233 ] |
| Wonderland B.I                 | Parade                            |  | B.I                                       | - B.I - Millennium - Nicolkeem / Kim Chang-hoon - Sihwang | - Millennium - Sihwang                    | [ 234 ] |
| Wonderland B.I                 | Free Fall (추락)                  |  | B.I                                       | - B.I - Millennium - Sihwang                              | - Millennium - Sihwang                    | [ 235 ] |
| Wonderland B.I                 | To the Moon (달나라)              |  | B.I                                       | - B.I - Padi                                              | Padi                                      | [ 236 ] |
| Wonderland B.I                 | Lover Boi                         |  | B.I                                       | - B.I - Jo Eun-oh / Osum - Millennium                     | - Jo Eun-oh - Millennium                  | [ 237 ] |
| Wonderland B.I                 | Gaze (눈길) feat. Gemma Kang      |  | B.I                                       | - B.I - Sihwang                                           | Sihwang                                   | [ 238 ] |
| Wonderland B.I                 | Ferris Wheel (관람차) feat. Heize |  | B.I                                       | - B.I - Orange Tree - Padi                                | Padi                                      | [ 239 ] |
| Wonderland B.I                 | Hug Me (안아줄래요)               |  | B.I                                       | - B.I - Millennium - Nicolkeem - Padi - Sihwang           | - Padi - Sihwang                          | [ 240 ] |
| Wonderland B.I                 | Firefly (반딧불이)                |  | B.I                                       | - B.I - Nicolkeem                                         | Nicolkeem                                 | [ 241 ] |
| Wonderland B.I                 | Miss Me                           |  | B.I                                       | - B.I - Nicolkeem                                         | Nicolkeem                                 | [ 242 ] |
| Wonderland B.I                 | Stopwatch (시간아)                |  | B.I                                       | - B.I - Nicolkeem - Numbernine                            | - Nicolkeem - Numbernine                  | [ 243 ] |
| Wonderland B.I                 | Romance                           |  | B.I                                       | - B.I - Diggy - Kang Uk-jin                               | - Diggy - Kang Uk-jin                     | [ 244 ] |
| Being Tender Pow               | Being Tender (다정해지는 법)      |  | - B.I - Yorch - Yukon                     | - B.I - Click - Padi - Stally - Yorch                     | - Click - Jungbin - Padi - Stally - Yorch | [ 245 ] |
| Being Tender Pow               | Reason (이유)                     |  | - B.I - Gyu-rin - Seo-un - Pedlar - Yorch | - B.I - Millennium                                        | - Millennium - Theta                      | [ 246 ] |
| 207 Jay                        | Angel                             |  | B.I                                       | - B.I - Grvvity / Kang Uk-jin - Time / Diggy              | - Grvvity - Time                          | ,       |
| 207 Jay                        | Loving You                        |  | B.I                                       | - B.I - Saint Leonard                                     | Saint Leonard                             | ,       |
| Chaotic & Confused Jeon So-mi  | Escapade                          |  | - Teddy - Jeon So-mi - B.I                | - Jeon So-mi - Dominsuk - Teddy                           | —                                         | ,       |